# Prix Joseph-Lafosse
Le Prix Joseph-Lafosse est une course hippique de trot monté se déroulant fin novembre ou début décembre sur l'hippodrome de Vincennes.
C'est une course de Groupe II réservée aux chevaux de 5 ans, hongres exclus, ayant gagné au moins 45 000 €. Jusqu'en 2006, la course était également ouverte aux 4 ans.
Elle se court sur la distance de 2 700 mètres (grande piste), départ volté. L'allocation s'élève à 120 000 €, dont 54 000 € pour le vainqueur.
L'épreuve est créée en 1923 et prend dans le calendrier la place du Prix de Granville,. À l'exception de l'édition de 1929 courue au monté, elle est courue à l'attelé jusqu'en 1935, puis au monté à partir de 1936. Elle honore la mémoire de Pierre-Étienne Joseph-Lafosse (1828-1897), éleveur de chevaux, propriétaire du château du Bel Esnault à Saint-Côme-du-Mont, l'un des artisans de la création du trotteur français. Il est l'éleveur de la jument Élisa qui donna naissance à Conquérant et qui est la grand-mère, entre autres chevaux de valeur, de Phaéton.

## Palmarès depuis 1970
| Année | Vainqueur          | Père              | Jockey                   | Distance | Réd.km |
| ----- | ------------------ | ----------------- | ------------------------ | -------- | ------ |
| 2024  | Jéroboam d'Érable  | Prodigious        | Damien Bonne             | 2 700 m  | 1'12"9 |
| 2023  | Idéale du Chêne    | Bird Parker       | Paul-Philippe Ploquin    | 2 700 m  | 1'13"3 |
| 2022  | Hannah             | Vulcain de Vandel | Benjamin Rochard         | 2 700 m  | 1'13"4 |
| 2021  | Granvillaise Bleue | Jag de Bellouet   | Camille Levesque         | 2 700 m  | 1'13"8 |
| 2020  | Fado du Chêne      | Singalo           | Paul-Philippe Ploquin    | 2 700 m  | 1'12"5 |
| 2019  | Étoile de Bruyère  | Kénor de Causse   | Adrien Lamy              | 2 700 m  | 1'14"2 |
| 2018  | Dryade du Parc     | Ludo de Castelle  | Éric Raffin              | 2 700 m  | 1'13"2 |
| 2017  | Chablis d'Herfraie | Giant Cat         | David Thomain            | 2 700 m  | 1'14"1 |
| 2016  | Bellissima France  | Blue Dream        | Matthieu Abrivard        | 2 700 m  | 1'14"2 |
| 2015  | Athena de Vandel   | Prince Gédé       | Matthieu Abrivard        | 2 700 m  | 1'13"  |
| 2014  | Viva Forest        | Mickael de Vonnas | Franck Nivard            | 2 700 m  | 1'14"  |
| 2013  | Ulysse             | Love You          | Thomas Levesque          | 2 700 m  | 1'13"9 |
| 2012  | Tiégo d'Étang      | Chaillot          | Charles-Julien Bigeon    | 2 700 m  | 1'14"5 |
| 2011  | Save The Quick     | Jasmin de Flore   | Éric Raffin              | 2 700 m  | 1'15"2 |
| 2010  | Rombaldi           | Lulo Josselyn     | Matthieu Abrivard        | 2 700 m  | 1'15"4 |
| 2009  | Quille Castelets   | Kaiser Sozé       | Jean-Loïc-Claude Dersoir | 2 700 m  | 1'14"3 |
| 2008  | Paola de Lou       | Podosis           | Matthieu Abrivard        | 2 700 m  | 1'13"8 |
| 2007  | One du Rib         | First de Retz     | Jean-Loïc-Claude Dersoir | 2 175 m  | 1'13"2 |
| 2006  | Nepeta             | Rêve d'Udon       | Nathalie Henry           | 2 175 m  | 1'12"6 |
| 2005  | Milia Pierji       | Viking's Way      | Éric Raffin              | 2 175 m  | 1'12"4 |
| 2004  | Luna du Boscail    | Tarass Boulba     | Éric Raffin              | 2 175 m  | 1'14"9 |
| 2003  | Kaisy Dream        | Extreme Dream     | Louis Baudron            | 2 175 m  | 1'14"9 |
| 2002  | Jag de Bellouet    | Viking's Way      | Philippe Masschaele      | 2 175 m  | 1'15"3 |
| 2001  | Ispalion Jarzéen   | As d'Espiens      | Philippe Masschaele      | 2 175 m  | 1'15"4 |
| 2000  | Hibiscus du Rib    | Quito du Vivier   | Jean-Loïc-Claude Dersoir | 2 175 m  | 1'15"8 |
| 1999  | Habitat            | Vicomte de Yet    | Yves Dreux               | 2 175 m  | 1'17"3 |
| 1998  | First de Retz      | Podosis           | Jean-Michel Bazire       | 2 175 m  | 1'16"9 |
| 1997  | Éclair de Vandel   | Sancho Pança      | Jean-Loïc-Claude Dersoir | 2 175 m  | 1'16"4 |
| 1996  | Dream With Me      | Tarass Boulba     | François Roussel         | 2 175 m  | 1'16"5 |
| 1995  | Creator Boy        | Firstly           | Yves Dreux               | 2 175 m  | 1'17"1 |
| 1994  | Balzac             | Niflosac          | Pierre Levesque          | 2 175 m  | 1'17"2 |
| 1993  | Anita de la Vallée | Le Loir           | Jean-Marie Monclin       | 2 175 m  | 1'18"9 |
| 1992  | Vallée du Loir     | Hurgo             | Hervé Sionneau           | 2 275 m  | 1'18"  |
| 1991  | Urf du Vast        | Moktar            | Philippe Békaert         | 2 300 m  | 1'16"6 |
| 1990  | Tahita de Yet      | Jiosco            | Yves Dreux               | 2 300 m  | 1'17"7 |
| 1989  | Stirwen            | Valmont           | Jean-Claude Hallais      | 2 300 m  | 1'18"8 |
| 1988  | Reine du Corta     | Ura               | Michel Lenoir            | 2 325 m  | 1'17"5 |
| 1987  | Reine du Corta     | Ura               | Michel Lenoir            | 2 300 m  | 1'19"1 |
| 1986  | Potin d'Amour      | Chambon P         | Yves Dreux               | 2 325 m  | 1'19"4 |
| 1985  | Oppoka Mabon       | Bill D            | Yves Dreux               | 2 300 m  | 1'20"2 |
| 1984  | Odin de la Vente   | Beau Ludois L     | Philippe Gillot          | 2 300 m  | 1'18"9 |
| 1983  | Mirande du Cadran  | Sabi Pas          | Pierre Levesque          | 2 250 m  | 1'19"2 |
| 1982  | Luga               | Quioco            | Yves Dreux               | 2 250 m  | 1'19"6 |
| 1981  | Képi Vert          | Chambon P         | Alain Laurent            | 2 250 m  | 1'19"6 |
| 1980  | Kaiser Trot        | Canino            | Pascal Békaert           | 2 250 m  | 1'20"4 |
| 1979  | Istraeki           | Paléo             | Michel-Marcel Gougeon    | 2 250 m  | 1'19"2 |
| 1978  | Hyacinthe          | Umuse P           | Jean-Claude Rivault      | 2 250 m  | 1'19"3 |
| 1977  | Guéridia           | Quérido II        | Philippe Békaert         | 2 250 m  | 1'19"5 |
| 1976  | Fleur Bellêmoise   | Patara            | Michel Lenoir            | 2 300 m  |        |
| 1975  | Elpénor            | Quioco            | Jean Mary                | 2 300 m  | 1'19"4 |
| 1974  | Darold II          | Harold D III      | Yves Martin              | 2 300 m  | 1'20"8 |
| 1973  | Cette Histoire     | Kerjacques        | Gérard Mascle            | 2 300 m  | 1'20"9 |
| 1972  | Bellino II         | Boum III          | René Fabre               | 2 300 m  | 1'20"  |
| 1971  | Arbella            | Harold D III      | Gérard Mascle            | 2 300 m  | 1'20"4 |
| 1970  | Valmont            | Fandango          | Louis Sauvé              | 2 300 m  |        |
| 1969  | Ura                | Carioca II        | Gérard Mascle            | 2 300 m  | 1'20"6 |
| 1968  | Tabriz             | Feu Follet X      | Pierre Giffard           | 2 300 m  | 1'21"  |
| 1967  | Tyrol II           | Féal              | Louis Sauvé              | 2 300 m  | 1'22"4 |
| 1966  | Reine de Mars B    | Harold D III      | Jean Mary                | 2 300 m  | 1'21"6 |
| 1965  | Quito P            | Fandango          | Gérard Mascle            | 2 300 m  | 1'21"8 |
| 1964  | Quovaria           | Carioca II        | François Brohier         | 2 300 m  | 1'20"4 |

## Sources
- Pour les conditions de course et les dernières années du palmarès : site de la SETF
- Pour les courses plus anciennes : archives des quotidiens  (Ouest-France, Sud-Ouest…)